# Cantó de Vitré-Est
El cantó de Vitré-Est (bretó Kanton Gwitreg-Reter) és una divisió administrativa francesa situat al departament d'Ille i Vilaine a la regió de Bretanya.

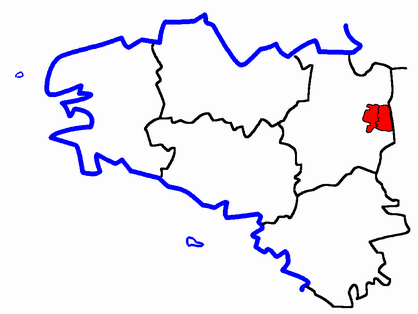
Situació del cantó

## Composició
El cantó aplega 10 comunes :
| Nom francès            | Nom bretó         | Població | km²       | Codi Postal | Codi INSEE |
| Balazé                 | Belezeg           | 1.914    | 36,66     | 35500       | 35015      |
| Bréal-sous-Vitré       | Breal-Gwitreg     | 530      | 5,75      | 35370       | 35038      |
| Châtillon-en-Vendelais | Kastellan-Gwennel | 1.551    | 32,03     | 35210       | 35072      |
| Erbrée                 | Ervored           | 1.498    | 35,52     | 35500       | 35105      |
| La Chapelle-Erbrée     | Ar Chapel-Ervoreg | 450      | 11,98     | 35500       | 35061      |
| Mondevert              | Mondeverzh        | 576      | 5,02      | 35370       | 35183      |
| Montautour             | Menezaoter        | 240      | 6,90      | 35360       | 35185      |
| Princé                 | Priskieg          | 333      | 12,36     | 35210       | 35232      |
| Saint-M'Hervé          | Sant-Merve        | 1.213    | 29,68     | 35500       | 35300      |
| Vitré (fracció)        | Gwitreg           | 11.901   | ?         | 35500       | 35360      |
| Cantó                  | Gwitreg-Reter     | 20.206   | unbekannt | -           | 3542       |

## Evolució demogràfica
| 1962  | 1968  | 1975  | 1982  | 1990  | 1999  |
| ----- | ----- | ----- | ----- | ----- | ----- |
| 7.039 | 6.860 | 6.773 | 7.235 | 7.796 | 8.305 |

## Història
| Data d'elecció                           | Identitat             | Partit  | Qualitat |
| ---------------------------------------- | --------------------- | ------- | -------- |
| 1945-1976                                | Alexis Méhaignerie    | MRP     |          |
| 1976-2001                                | Pierre Méhaignerie    | UDF-CDS |          |
| 2001-2008                                | Joseph Prodhomme      | UDF     |          |
| 2008-                                    | Isabelle Le Callennec | UMP     |          |
| les dades anteriors no són pas conegudes |                       |         |          |
|                                          |                       |         |          |